# September (Dan Hylander)
September är det tredje albumet av Dan Hylander & Raj Montana Band, utgivet 1981.
Albumet innehåller två covers, båda med ny text på svenska skrivna av Hylander: "Natten är gryende", som är en cover på "Jersey Girl", och "Komedianterna" som är en cover på "You Can't Hurry Love".

## Låtlista
1. Fallna löv (skrattspegel) - (Dan Hylander)
2. Kärlek i min hand (September) - (Dan Hylander)
3. Levande livet - (Dan Hylander)
4. En stjärna släcks i ögonvrån… - (Dan Hylander)
5. Silver - (Dan Hylander)
6. Solregn - (Dan Hylander)
7. Uppbrott - (Dan Hylander)
8. Natten är gryende - (Tom Waits - översättning: Dan Hylander)
9. Komedianterna - (Holland, Dozier, Holland - översättning: Dan Hylander)
10. Farväl till Katalonien - (Dan Hylander)

## Raj Montana Band
- Dan Hylander - Sång
- Pelle Alsing - Trummor
- Sam Bengtsson - Bas
- David Carlson - Gitarr och bouzouki
- Hasse Olsson) - Orgel och piano
- Mats Ronander - Gitarr, munspel och kör
- Clarence Öfwerman - Piano och prophet

## Övriga medverkande musiker
- Py Bäckman - Sång och koloratur (1-3, 5-8, 10)
- Mikael Rickfors - Kör (1-3, 5-7, 10)
- Åke Sundqvist - Slagverk (1-10)
- Lasse Wellander - Gitarr (3-4)
- Basse Wickman - Sång (1-3, 5-7, 10)

## Listplaceringar
| Lista (1981) | Topplacering |
| ------------ | ------------ |
| Sverige      | 11           |